# سيرجيو ماسا
سيرجيو ماسا هو محامي وسياسي أرجنتيني، ولد في 28 أبريل 1972 في بوينس آيرس في الأرجنتين. نشط حزبياً في جبهة التجديد ‏.

## مناصب
- انتخب Mayor of Tigre ‏ (2009 – 2013).
- انتخب عضو مجلس النواب في الأرجنتين ‏ عن دائرة بوينس آيرس (10 ديسمبر 2019 – ).
- انتخب Chief of the Cabinet of Ministers [الإنجليزية]‏ (23 يوليو 2008 – 7 يوليو 2009).
- انتخب عضو مجلس النواب في الأرجنتين ‏ عن دائرة بوينس آيرس وقد انضم خلال فترته النيابية (10 ديسمبر 2013 – 9 ديسمبر 2017) للكتلة البرلمانية جبهة التجديد [الإنجليزية]‏.
- انتخب Mayor of Tigre ‏ (2007 – 2008).